# Sörknatten
Sörknatten este o arie protejată (arie specială de conservare — SAC, sit de importanță comunitară — SCI, arie de protecție specială avifaunistică — SPA) din Suedia întinsă pe o suprafață de 370,1 ha, integral pe uscat.

## Localizare
Centrul sitului Sörknatten este situat la coordonatele 58°54′28″N 12°28′11″E / 58.9077°N 12.4697°E.

## Înființare
Situl Sörknatten a fost declarat sit de importanță comunitară în decembrie 1995 pentru a proteja 2 specii de plante și 7 specii de animale. Alte tipuri de protecție:
- arie de protecție specială avifaunistică (în decembrie 1996)[2]
- arie specială de conservare (în martie 2011)[1][3][4]

## Biodiversitate
Situată în ecoregiunea boreală, aria protejată conține 9 habitate naturale: Mlaștini împădurite, Păduri caducifoliate de mlaștină fino-scandinave, Pante stâncoase silicioase cu vegetație casmofită, Lacuri și iazuri distrofice naturale, Păduri pe pante, grohotișuri și ravene de Tilio-Acerion, Roci stâncoase cu vegetație pionieră de Sedo-Scleranthion sau Sedo albi-Veronicion dillenii, Păduri fino-scandinave bogate în ierburi cu Picea abies, Mlaștini turboase de tranziție și turbării mișcătoare, Taiga vestică.
La baza desemnării sitului se află mai multe specii protejate:
- plante (2): Buxbaumia viridis, Herzogiella turfacea
- păsări (7): cocoșul de mesteacăn (Bonasa bonasia), caprimulg (Caprimulgus europaeus), ciocănitoare neagră (Dryocopus martius), cufundar polar (Gavia arctica), cufundar mic (Gavia stellata), cocoșul de mesteacăn (Tetrao tetrix tetrix),  cocoș de munte (Tetrao urogallus)